# Liste der denkmalgeschützten Objekte in Deutschlandsberg
Die Liste der denkmalgeschützten Objekte in Deutschlandsberg enthält die 50 denkmalgeschützten, unbeweglichen Objekte der österreichischen Stadtgemeinde Deutschlandsberg im steirischen Bezirk Deutschlandsberg.
Seit 2015 sind in ihr auch jene Denkmäler enthalten, die sich in den bis 2014 bestehenden und mit Deutschlandsberg zusammengeschlossenen Gemeinden Bad Gams, Freiland bei Deutschlandsberg, Kloster, Osterwitz und Trahütten befanden.

## Denkmäler
| Foto |                 | Denkmal | Standort                                                                             | Beschreibung | Metadaten |
| ---- | --------------- | --- | ------------------------------------------------------------------------------------ | --- | --- |
| ja   | Datei hochladen | Joslannerl-Kapelle (Rosmann-Kapelle) HERIS-ID: 7753 Objekt-ID: 3695                                                  | bei Bergegg 23 Standort KG: Bergegg                                                  | Die Kapelle wurde auf der Grundlage eines Gelübdes zur hl. Maria von Luschari nach einer Krankheitsepidemie erbaut (Stiftungsinschrift beim Altar) und ist an den Außenwänden mit Kreuzwegbildern geschmückt. Anmerkung: Sie liegt an der Grandlwirtstraße nördlich der Straße oberhalb des Ortes Bad Gams auf einem Grundstück der EZ 23 KG 61207 Gams. | BDA-Hist.: Q37977071 Status: Bescheid Stand der BDA-Liste: 2025-06-30 Name: Joslannerl-Kapelle (Rosmann-Kapelle) GstNr.: 329/12 Joslannerl-Kapelle Bergegg, Bad Gams                                             |
| ja   | Datei hochladen | Wohnhaus mit Wirtschaftstrakt, sog. Galthof HERIS-ID: 7407 Objekt-ID: 3341seit 2013                                  | Burgstraße 1 Standort KG: Burgegg                                                    | Der Galthof ist der ehemalige Wirtschaftshof der Burg Deutschlandsberg, ab 1867 war er ein Arbeiterwohnhaus der Papierfabrik Deutschlandsberg. Sein Name kommt vom Galtvieh, das dort betreut wurde. Die Anlage ist als Meierhof der Herrschaft Deutschlandsberg bereits im 14. Jhdt. nachweisbar. Es handelte sich ursprünglich um einen Vierkanthof, dessen Bergseite im 20. Jhdt. abgerissen wurde. Das Gebäude enthielt vorübergehend auch eine Schub-Arreststation für Personen, die in ihre anderen, damals zuständigen Gemeinden abgeschoben werden sollten. Kurzfristig lebte auch der Maler Jakob Wibmer dort. Westlich des Galthofes begannen die Grundstücke der Papierfabrik Deutschlandsberg, ab 1883 gehörte auch der Galthof dazu. Die Anlage wurde 1969 von der Stadt Deutschlandsberg erworben und 1983 renoviert. Anmerkung: Das Gebäude liegt auf einem Grundstück der EZ 7 KG 61005 Burgegg im Westen der Stadt. | BDA-Hist.: Q37960860 Status: Bescheid Stand der BDA-Liste: 2025-06-30 Name: Wohnhaus mit Wirtschaftstrakt, sog. Galthof GstNr.: .42 Galthof, Deutschlandsberg                                                    |
| ja   | Datei hochladen | Burg Deutschlandsberg HERIS-ID: 7414 Objekt-ID: 3348                                                                 | Burgplatz 1 Standort KG: Burgegg                                                     | Die Burg war Stammsitz der Herren von Lonsperch, Salzburger Ministerialen im Zentrum der weststeirischen Besitzungen des Erzbistums Salzburg. Sie ist erstmals 1153 genannt, das Turmhaus stammt aus dem 14. Jahrhundert. Die Anlage war bis 1803 in Salzburger Besitz. Anmerkung: Die Burg befindet sich auf Grundstücken der EZ 95 KG 61005 Burgegg. Vom Denkmalschutz sind nicht nur der Turm und die Umgrenzungsmauern, sondern auch der Hotel- und Restaurationstrakt sowie der Innenhof umfasst. | BDA-Hist.: Q1011444 Status: § 2a Stand der BDA-Liste: 2025-06-30 Name: Burgruine Deutschlandsberg GstNr.: .2/1, .2/2, 233/7, 233/11, 331 Burg Deutschlandsberg                                                   |
| ja   | Datei hochladen | Altburgstelle Landsberg am Tanzboden HERIS-ID: 7411 Objekt-ID: 3345seit 2014                                         | Schloßweg 51, nördlich Standort KG: Burgegg                                          | An dieser archäologischen Fundstelle wurden Siedlungsspuren von der Jungsteinzeit bis ins Mittelalter gefunden. Reste der Anlage, die zeitweise gemeinsam mit der Burg Deutschlandsberg bewohnt war, sind nur mehr als Bodenunebenheiten im bewaldeten Gelände einige hundert Meter nordöstlich der Burg erkennbar. | BDA-Hist.: Q37960921 Status: Bescheid Stand der BDA-Liste: 2025-06-30 Name: Altburgstelle Landsberg am Tanzboden GstNr.: 243/1, 243/8 Altburgstelle Tanzboden Deutschlandsberg                                   |
| ja   | Datei hochladen | altes Stellwerkgebäude HERIS-ID: 111425 Objekt-ID: 129258                                                            | Bahnhofplatz 1, gegenüber, jenseits der Bahnhofsgleise Standort KG: Deutschlandsberg | Das Gebäude war das mechanische Stellwerk des Bahnhofes Deutschlandsberg. Von ihm aus wurden mit Drahtzügen die Weichen und Signale des Bahnhofes betätigt, ebenso die Schrankenanlage an der L 618 Freilandstraße westlich des Bahnhofes. Anmerkung: Es hat eine Grundfläche von 33 m² (Gebäude 28 m² und befestigte Fläche 5 m²) und steht auf der Grenze der Katastralgemeinden Deutschlandsberg und Unterlaufenegg auf zwei Grundstücken: Für 21 m² in Deutschlandsberg bei der EZ 1921 (Teileinlage des Eisenbahnbuches 02301 beim Bezirksgericht Graz-Ost für die KG 61006 Deutschlandsberg) und für 12 m² in Unterlaufenegg in der EZ 1920 (Teileinlage dieses Eisenbahnbuches für die KG 61066 Unterlaufenegg). Eigentümerin des Gebäudes ist die Graz-Köflacher Bahn. Bei beiden Grundbuchseinlagen ist Denkmalschutz angemerkt, allerdings ist das Grundstück .60 in der Übersichtsliste des Bundesdenkmalamtes nicht erwähnt. | BDA-Hist.: Q37824244 Status: Bescheid Stand der BDA-Liste: 2025-06-30 Name: Stellwerkhütte GstNr.: .157 Stellwerk Bahnhof Deutschlandsberg                                                                       |
| ja   | Datei hochladen | Denkmal Kaiser Joseph II. HERIS-ID: 7452 Objekt-ID: 3387seit 2020                                                    | bei Florian-Pojatzi-Straße 1 Standort KG: Deutschlandsberg                           | Das Denkmal zeigt Kaiser Josef II. stehend in Zivilkleidung, in der linken Hand hält er ein Blatt mit der Aufschrift „Aufhebung der Leibeigenschaft. Josef“. Das Denkmal befindet sich im östlichen Teil des Josefparks schräg gegenüber der Straßenecke Fabrikstraße/Florian-Pojatzi-Straße: Der Park wurde 1882/83 anlässlich des 100-jährigen Regierungsantritts Kaiser Josef II. als Herzog der Steiermark auf Vorschlag von Wilhelm Knaffl, Advokat in Deutschlandsberg, und Julius Magg, Abgeordneter zum Abgeordnetenhaus des Reichsrats, geschaffen. Er liegt auf dem Gelände der früheren Gemeindeweide (Tratte), die durch den Bau der Wieserbahn in diesem Bereich nur mehr einen sonst nicht verwendbaren schmalen Streifen bildete. Das Denkmal wurde am 8. September 1883 enthüllt. Es wurde im Eisenwerk in Blansko nach einem Entwurf von Richard Kauffungen gegossen. | BDA-Hist.: Q105639543 Status: Bescheid Stand der BDA-Liste: 2025-06-30 Name: Denkmal Kaiser Joseph I. (II.) GstNr.: 425/1 Kaiser Josef II. Denkmal Deutschlandsberg                                              |
| ja   | Datei hochladen | Bürgerhaus HERIS-ID: 7422 Objekt-ID: 3356                                                                            | Hauptplatz 4 Standort KG: Deutschlandsberg                                           | Das Gebäude ist im Kern aus dem 17. Jahrhundert, seine Fassade vom Ende des 18. Jahrhunderts. Anmerkung: Das Haus liegt auf einem Grundstück der EZ 74 KG 61006 Deutschlandsberg. | BDA-Hist.: Q37961010 Status: Bescheid Stand der BDA-Liste: 2025-06-30 Name: Bürgerhaus GstNr.: .10 Haus Hauptplatz 4 Deutschlandsberg                                                                            |
| ja   | Datei hochladen | Bezirksgericht HERIS-ID: 7423 Objekt-ID: 3357                                                                        | Hauptplatz 18 Standort KG: Deutschlandsberg                                          | Das Gebäude des Bezirksgerichts Deutschlandsberg trägt eine Fassadengliederung aus dem 3. Viertel des 19. Jahrhunderts. Das Gebäude stammt aus dem Jahr 1448 und war Unterkunft der Priester aus der Mutterpfarre St. Florian, die nach Deutschlandsberg kamen. Später wurde es als Lehrerhaus und erstes Schulhaus des Marktes verwendet. 1898 wurde es Bezirksgericht. Das angeschlossene Gefängnis wurde im Oktober 1972 aufgelassen. Anmerkung: Das Gebäude liegt auf einem Grundstück der EZ 67 KG 61006 Deutschlandsberg. | BDA-Hist.: Q37961048 Status: § 2a Stand der BDA-Liste: 2025-06-30 Name: Bezirksgericht GstNr.: .2 Bezirksgericht Deutschlandsberg                                                                                |
| ja   | Datei hochladen | Ehemaliger Dechanthof HERIS-ID: 7424 Objekt-ID: 3358                                                                 | Hauptplatz 20 Standort KG: Deutschlandsberg                                          | Das Gebäude war das Amtsgebäude des Dekanats Deutschlandsberg der römisch-katholischen Kirche und gleichzeitig Pfarrhof der Pfarre Deutschlandsberg. In den Jahren nach 1876 wurde es unter Dechant August Bossi grundlegend umgebaut (neue Küche, Festsaal), das Verbindungsgebäude mit Wohnungen für die Kapläne in Richtung zum östlichen Nachbarhaus (Bezirksgericht) wurde 1881–1883 errichtet. Anmerkung: Es liegt auf einem Grundstück der EZ 321 KG 61006 Deutschlandsberg. | BDA-Hist.: Q37961097 Status: Bescheid Stand der BDA-Liste: 2025-06-30 Name: Ehemaliger Dechanthof GstNr.: .43/2 Haus Hauptplatz 20 Deutschlandsberg                                                              |
| ja   | Datei hochladen | Mariensäule HERIS-ID: 7449seit 2021                                                                                  | bei Hauptplatz 23 Standort KG: Deutschlandsberg                                      | Die Mariensäule nennt in ihrer Inschrift das Jahr 1712, ihre Weihe ist aber für 1714 publiziert. | BDA-Hist.: Q107642818 Status: Bescheid Stand der BDA-Liste: 2025-06-30 Name: Mariensäule GstNr.: 656/1 Mariensäule, Deutschlandsberg                                                                             |
| ja   | Datei hochladen | Bürgerhaus HERIS-ID: 7428 Objekt-ID: 3362                                                                            | Hauptplatz 31 Standort KG: Deutschlandsberg                                          | Das Haus hat eine Rokoko-Fassade mit Stuckverzierungen aus der 2. Hälfte des 18. Jahrhunderts. Anmerkung: Das Gebäude liegt auf einem Grundstück der EZ 54 KG 61006 Deutschlandsberg. | BDA-Hist.: Q37961221 Status: Bescheid Stand der BDA-Liste: 2025-06-30 Name: Bürgerhaus GstNr.: .42 Haus Hauptplatz 31 Deutschlandsberg                                                                           |
| ja   | Datei hochladen | Rathaus HERIS-ID: 7429 Objekt-ID: 3363                                                                               | Hauptplatz 35 Standort KG: Deutschlandsberg                                          | Das Gebäude wurde um 1200 errichtet und war lange das Quartier der Verwalter des Gebiets, die aus dem Erzbistum Salzburg stammten. Um 1700 wurde es von einem Burghauptmann der Burg Deutschlandsberg gekauft, 1787 kaufte es Franz Xaver Jud, 1811 Moritz von Fries und 1820 ein Mitglied der Familie Liechtenstein. Seit 1919 gehört es der Stadt Deutschlandsberg, die es ab 1925 für die Gemeindeverwaltung nützt und auch den Turm errichten ließ. Die Fassade des Hauses wurde 1797 nach einem Brand im Jahr im Stil des „Josephinischen Klassizismus“ erneuert. Anmerkung: Das Gebäude liegt auf Grundstücken der EZ 55 KG 61006 Deutschlandsberg. | BDA-Hist.: Q37961301 Status: § 2a Stand der BDA-Liste: 2025-06-30 Name: Rathaus GstNr.: .53/1, .53/3, 534/17 Rathaus Deutschlandsberg                                                                            |
| ja   | Datei hochladen | Villa HERIS-ID: 7431 Objekt-ID: 3365seit 2016                                                                        | Ignaz-Strutz-Gasse 1 Standort KG: Deutschlandsberg                                   | Das Gebäude ist ein zweistöckiger Wohnbau, der nur teilweise, mit seiner Außenerscheinung, der Dachterrasse und dem Stiegenhaus unter Schutz gestellt ist. Ignatz Strutz war Ziegeleibesitzer und Bürgermeister von Deutschlandsberg von 1886 bis 1888 und von 1907 bis 1919. Unter Ignatz Strutz erhielt Deutschlandsberg das Stadtrecht. | BDA-Hist.: Q37961432 Status: Bescheid Stand der BDA-Liste: 2025-06-30 Name: Villa GstNr.: .108 Villa Strutz-Gasse 1, Deutschlandsberg                                                                            |
| ja   | Datei hochladen | Katholische Pfarrkirche Allerheiligen HERIS-ID: 7406 Objekt-ID: 3340                                                 | Kirchengasse 3 Standort KG: Deutschlandsberg                                         | Die Kirche wurde von 1688 bis 1701 erbaut. Pfarrkirche ist sie seit 1643, vorher war sie Filialkirche von Groß St. Florian. Eine Innenrestaurierung erfolgte 1980. Die Ausstattung ist aus dem 17. und 18. Jahrhundert. Anmerkung: Die Kirche liegt auf einem Grundstück der EZ 95 KG 61006 Deutschlandsberg. Seine Adresse Schulgasse 11 ist die Postanschrift der Pfarre. | BDA-Hist.: Q1250461 Status: § 2a Stand der BDA-Liste: 2025-06-30 Name: Katholische Pfarrkirche Allerheiligen GstNr.: .1 Pfarrkirche Deutschlandsberg                                                             |
| ja   | Datei hochladen | Bezirkshauptmannschaft/Gesundheitsamt HERIS-ID: 7432 Objekt-ID: 3366                                                 | Kirchengasse 7 Standort KG: Deutschlandsberg                                         | Dieses Gebäude ist ein Erweiterungsbau der seit 1872 bestehenden Bezirkshauptmannschaft Deutschlandsberg . Anmerkung: Der Bau befindet sich im Norden des Ortskerns von Deutschlandsberg am nördlichen Ende der Kirchengasse auf einem Grundstück der EZ 83 KG 61006 Deutschlandsberg. | BDA-Hist.: Q37961541 Status: § 2a Stand der BDA-Liste: 2025-06-30 Name: Bezirkshauptmannschaft/Gesundheitsamt GstNr.: .100 Bezirkshauptmannschaft Deutschlandsberg, Gesundheitsamt                               |
| ja   | Datei hochladen | Bezirkshauptmannschaft HERIS-ID: 7410 Objekt-ID: 3344                                                                | Kirchengasse 12 Standort KG: Deutschlandsberg                                        | Das Gebäude stammt aus den Jahren um 1872, als die Bezirkshauptmannschaft in Deutschlandsberg eingerichtet wurde. Anmerkung: Der Bau liegt im Norden des Ortskerns von Deutschlandsberg am nördlichen Ende der Kirchengasse auf einem Grundstück der EZ 83 KG 61006 Deutschlandsberg. | BDA-Hist.: Q37960906 Status: § 2a Stand der BDA-Liste: 2025-06-30 Name: Bezirkshauptmannschaft GstNr.: .136 Bezirkshauptmannschaft Deutschlandsberg (Gebäude)                                                    |
| ja   | Datei hochladen | Kammer für Arbeiter und Angestellte HERIS-ID: 7436 Objekt-ID: 3370                                                   | Rathausgasse 3 Standort KG: Deutschlandsberg                                         | Das Arbeiterkammer-Gebäude wurde in den Jahren um 1960 errichtet. Es zeigt ein Relief des steirischen Künstlers Fred Hartig, dessen Signatur erst nach einem Umbau des Eingangsbereichs vor 2014 samt Entfernung der bis dahin verdeckenden Regenrinne wieder zur Gänze erkennbar ist. Anmerkung: Es liegt auf einem Grundstück der EZ 311 KG 61006 Deutschlandsberg. | BDA-Hist.: Q37961670 Status: § 2a Stand der BDA-Liste: 2025-06-30 Name: Kammer für Arbeiter und Angestellte GstNr.: 543/4 Arbeiterkammergebäude Deutschlandsberg                                                 |
| ja   | Datei hochladen | Figurenbildstock hl. Johannes Nepomuk HERIS-ID: 7451 Objekt-ID: 3386seit 2021                                        | bei Uferweg 12 Standort KG: Deutschlandsberg                                         | Die Statue wird in die 2. Hälfte des 18. Jahrhunderts datiert, sie wurde (mit der Hl. Maria auf der Mariensäule und dem Hl. Josef am Unteren Platz) gemeinsam erworben. | BDA-Hist.: Q105664930 Status: Bescheid Stand der BDA-Liste: 2025-06-30 Name: Figurenbildstock hl. Johannes Nepomuk GstNr.: 657/1 Statue Hl Nepomuk Uferweg 12 Deutschlandsberg                                   |
| ja   | Datei hochladen | Figurenbildstock hl. Joseph HERIS-ID: 7453seit 2021                                                                  | bei Unterer Platz 6 Standort KG: Deutschlandsberg                                    | Die Statue wird in das 2. Viertel des 18. Jahrhunderts datiert, sie wurde (mit der Hl. Maria auf der Mariensäule und dem Hl. Nepomuk am Uferweg) gemeinsam erworben. | BDA-Hist.: Q107642887 Status: Bescheid Stand der BDA-Liste: 2025-06-30 Name: Figurenbildstock hl. Joseph GstNr.: 599/2 Statue Hl Josef Unterer Platz Deutschlandsberg                                            |
| ja   | Datei hochladen | Villa Pieber HERIS-ID: 112497 Objekt-ID: 130692seit 2016                                                             | Villenstraße 10 Standort KG: Deutschlandsberg                                        | Das Wohnhaus erinnert an italienische Renaissancevillen, es wurde von der wohlhabenden Kaufmannsfamilie Pieber erbaut. Geschützt ist das Gebäude, nicht der umgebende Park. | BDA-Hist.: Q37831333 Status: Bescheid Stand der BDA-Liste: 2025-06-30 Name: Villa Pieber GstNr.: .117 Villa Pieber, Deutschlandsberg                                                                             |
| ja   | Datei hochladen | Wohnhaus, ehem. Herrenhaus HERIS-ID: 7737 Objekt-ID: 3679                                                            | Furth 11 Standort KG: Furth                                                          | Das Gebäude ist ein Wohnhaus aus der Mitte des 19. Jahrhunderts im Stil, in dem damals eine Vielzahl von bäuerlichen Wohnhäusern der Weststeiermark und in der Umgebung von Graz errichtet wurden. Die Bauweise wurde durch die damalige k. k. Landwirtschaftsgesellschaft gefördert. Diese Gesellschaft ist eine Vorläuferin der Landwirtschaftskammer, sie wurde 1819 auf Anregung von Erzherzog Johann gegründet. Die von ihr unterstützten Neubauten von Bauernhäusern werden danach auch „Erzherzog-Johann-Häuser“ genannt. Anmerkung: Das Gebäude liegt östlich der Straße von Bad Gams nach Frauental im Süden von Bad Gams, Ortsteil Furth, auf einem Grundstück der EZ 10 KG 61206 Furth. | BDA-Hist.: Q37976229 Status: Bescheid Stand der BDA-Liste: 2025-06-30 Name: Wohnhaus, ehem. Herrenhaus GstNr.: .19 Wohnhaus Furth 11, Bad Gams                                                                   |
| ja   | Datei hochladen | Ansitz, Baderhaus mit Bildstock HERIS-ID: 7743 Objekt-ID: 3685                                                       | Furth 14 Standort KG: Furth                                                          | Das Gebäude ist ein Wohnhaus aus der Mitte des 19. Jahrhunderts im Stil der „Erzherzog-Johann-Häuser“. Charakteristisch ist der portikusartig durch Säulen gestaltete überbaute Torbereich. Anmerkung: Das Gebäude wird auch als Brabeck-Haus bezeichnet. Es wird für das Buddhistische Zentrum Bad Gams benützt. Das Haus liegt in der Nähe Dorfhotels Fernblick auf Grundstücken der EZ 14 KG 61206 Furth. | BDA-Hist.: Q37976572 Status: Bescheid Stand der BDA-Liste: 2025-06-30 Name: Ansitz, Baderhaus mit Bildstock GstNr.: .2/2, 70 Wohnhaus Furth 14, Bad Gams                                                         |
| ja   | Datei hochladen | Katholische Pfarrkirche Hl. Bartholomäus HERIS-ID: 7736 Objekt-ID: 3678                                              | Bad Gams Standort KG: Gams                                                           | Die Kirche ist urkundlich 1382 erwähnt, der bestehende Bau wurde nach einem Brand 1660 in den Jahren 1727–1735 errichtet. Restaurierungen erfolgen 1965 und 1969/70. Der spitze Turmhelm wurde 1972 restauriert auf Grundlage einer Konstruktion aus 1868. Eine Glocke stammt aus 1551, der Zeit der Neuerrichtung der Kirche nach Zerstörungen durch die Türken. Die heutige Inneneinrichtung stammt aus dem 18. Jahrhundert. Anmerkung: Die Kirche liegt auf einem Grundstück der EZ 43 KG 61207 Gams. | BDA-Hist.: Q2083320 Status: § 2a Stand der BDA-Liste: 2025-06-30 Name: Katholische Pfarrkirche Hl. Bartholomäus GstNr.: .1 Pfarrkirche Bad Gams                                                                  |
| ja   | Datei hochladen | Pfarrhof HERIS-ID: 7739 Objekt-ID: 3681                                                                              | Bad Gams 1 Standort KG: Gams                                                         | Der Pfarrhof mit Walmdach und Mittelgiebel stammt aus der Mitte des 19. Jahrhunderts. Anmerkung: Er liegt auf einem Grundstück der EZ 278 KG 61207 Gams. | BDA-Hist.: Q37976239 Status: § 2a Stand der BDA-Liste: 2025-06-30 Name: Pfarrhof GstNr.: .2 Pfarrhof Bad Gams |
| ja   | Datei hochladen | Wohnhaus der ehemaligen Hofmühle HERIS-ID: 7447 Objekt-ID: 3381                                                      | Hofmüllerweg 12 Standort KG: Hinterleiten                                            | Das Gebäude befindet sich im Ortsteil Wildbach im Norden von Deutschlandsberg im Wildbachtal. Es ist im Kern aus dem 17. Jahrhundert und wurde 1806 erweitert. Anmerkung: Der Bau liegt auf einem Grundstück der EZ 31 KG 61022 Hinterleiten. | BDA-Hist.: Q37962035 Status: Bescheid Stand der BDA-Liste: 2025-06-30 Name: Wohnhaus der ehemaligen Hofmühle GstNr.: .35 Hofmüllerhaus Wildbach Deutschlandsberg                                                 |
| ja   | Datei hochladen | Arbeiterwohnhaus, Czerweny-Hof HERIS-ID: 7416 Objekt-ID: 3350seit 2013                                               | Dr.-Karl-Renner-Weg 7 Standort KG: Hörbing                                           | Es handelt sich um ein 1908 erbautes Personalwohnhaus für Mitarbeiter des großen Deutschlandsberger Zündholzwerkes SOLO. Der Namensgeber Franz Czerweny war Gesellschafter dieses Werkes und unterstützte die Gemeinde vielfach in sozialen Angelegenheiten wie dem Bau von Arbeiterunterkünften, der Wasserleitung usw. Anmerkung: Das Haus liegt auf einem Grundstück der EZ 67 KG 61025 Hörbing. Es ist im Dehio als „Cserweny-Hof“ mit der Adresse „Rennweg 7“ erwähnt. | BDA-Hist.: Q37960974 Status: Bescheid Stand der BDA-Liste: 2025-06-30 Name: Arbeiterwohnhaus, Czerweny-Hof GstNr.: .120 Czerweny-Haus, Deutschlandsberg                                                          |
| ja   | Datei hochladen | Spätantiker Töpferofen HERIS-ID: 40521 Objekt-ID: 40466                                                              | Hörbing Standort KG: Hörbing                                                         | Die Fundstelle liegt im Süden des Ortes Deutschlandsberg. Ihr Grundstück ist im Wesentlichen eine Ackerfläche innerhalb der sonst mit Wohnhäusern verbauten Umgebung. In der Natur ist ohne fachkundige Führung nichts erkennbar (Teile sind in einem versperrten Häuschen geborgen). Sie ist in der Fachliteratur behandelt. Anmerkung: Die Stelle liegt auf den Grundstücken mehrerer Grundbuchskörper (Einlagezahlen): Nr. 97/1 der EZ 148 und Nr. 97/7 der EZ 497, alle KG 61025 Hörbing. | BDA-Hist.: Q37995120 Status: Bescheid Stand der BDA-Liste: 2025-06-30 Name: Spätantiker Töpferofen GstNr.: 97/1, 97/7 Spätantiker Töpferofen Hörbing Deutschlandsberg                                            |
| ja   | Datei hochladen | Schloss Frauental HERIS-ID: 7440 Objekt-ID: 3374                                                                     | Ulrichsberg 1 Standort KG: Hörbing                                                   | Als erstes Gebäude an der Stelle von Schloss Frauenthal wird ein festes Haus aus der Zeit der bairischen Kolonisation, der 970 urkundlich genannte „Nidrinhof“ vermutet. Er soll um 700 n. Chr. von Aquileia aus gegründet worden sein, welches damals die christliche Missionierung des Königreiches Noricum durchführte. 1267 erscheint der Name „Vraundorf“ (Frauendorf). Im Mittelalter lag dort oder zumindest in der Nähe ein „Hof zu Hl. Ulrich“. Er wurde 1542 zum Adelssitz ausgebaut und 1675 erweitert. Die Schlosskapelle ist dem Hl. Josef geweiht. Nach wirtschaftlichem Niedergang durch eine verschwenderische Verwaltung und Familienstreitigkeiten wurde der 1741 Verwalter der Messingfabrik zum Kurator der Herrschaft bestellt. Von 1812 bis 1820 erlebte das Schloss unter seinem Besitzer Moritz Graf von Fries seine Hochblüte. 1820 gelangte die Familie Liechtenstein in den Besitz des Schlosses. Anmerkung: Das Schloss liegt auf einem Grundstück der EZ 227 KG 61025 Hörbing. | BDA-Hist.: Q5493939 Status: Bescheid Stand der BDA-Liste: 2025-06-30 Name: Schloss Frauental GstNr.: .47 Schloss Frauental, Deutschlandsberg                                                                     |
| ja   | Datei hochladen | Kath. Filialkirche hl. Ulrich HERIS-ID: 7404 Objekt-ID: 3338                                                         | Ulrichsberg 8 Standort KG: Hörbing                                                   | Die Kirchenanlage stammt in ihren Grundlagen aus der Zeit bairischen Kolonisation im 10. Jahrhundert. Sie war bis 1786 eine Filialkirche von Groß St. Florian und gehört seit damals zur Pfarre Deutschlandsberg. Die Kirche war ursprünglich dem Hl. Markus geweiht, dem Gründer des Patriarchats von Aquileia und dem Patron der Republik Venedig. Anmerkung: Die Kirche liegt auf einem Grundstück der EZ 48 KG 61025 Hörbing. Es ist nur das Grundstück des Kirchenbaus geschützt, zum Schutz der den Bau umgebenden Grundstücke siehe das seit 2019 geschützte Objekt Überreste der früh- und hochmittelalterlichen Wehranlage am Ulrichsberg. | BDA-Hist.: Q2323434 Status: § 2a Stand der BDA-Liste: 2025-06-30 Name: Kath. Filialkirche hl. Ulrich GstNr.: .57 Filialkirche Sankt Ulrich, Deutschlandsberg                                                     |
| ja   | Datei hochladen | Überreste der früh- und hochmittelalterlichen Wehranlage am Ulrichsberg HERIS-ID: 113258 Objekt-ID: 131539seit 2019  | bei Ulrichsberg 8 Standort KG: Hörbing                                               | Es handelt sich um ein Bodendenkmal. Die geschützte Fläche, auf der auch die gesondert denkmalgeschützte Ulrichskirche steht, wird in ihren Grundlagen in die Zeit der bairischen Kolonisation im 10. Jahrhundert datiert (der Kirchenbau selbst wird der bayrischen Adelsfamilie der Kelzen vor 1136 zugeschrieben). Auf dem Vorplatz der Kirche wurden 1998 Reste einer ungefähr 100×100 m² großen Anlage entdeckt, die als Hof einer abgekommenen Burg interpretiert wurde, unter anderem ein Brunnen, der bereits im 12. Jahrhundert stillgelegt war. Dieser Brunnen ist an seiner Sohle mit schachtartigen Gängen versehen, das Material, mit dem der Brunnenschaft verfüllt war, stammte teilweise aus dem 10. Jahrhundert. Eine Betondecke ermöglicht die Erhaltung und weitere Erforschung der Stelle. Der Fundort wird mit dem Nidrinhof in Verbindung gebracht, der in einer Urkunde aus ottonischer Zeit 970 erwähnt ist. Die Kirche als solche ist 1313 (oder 1144) erstmals erwähnt. Ob ein bei ihr gelegener Hof zu St. Ulrich aus dem Nidrinhof entstanden ist (an dessen Stelle lag) oder ob es sich um einen (vielleicht nur kurze Zeit) eigenständigen Hof (einen oberen Hof im Vergleich zum niedriger gelegenen Nidrinhof) gehandelt hat, wird in der Literatur unterschiedlich gesehen. Ab 1401 dürfte der Hof ein Bauernhof gewesen sein. Anmerkung: Die geschützte Fläche besteht einerseits aus dem Grundstück der Kirche St. Ulrich (EZ 48, Grundstück .57, alle KG 61025 Hörbing) und der umgebenden Fläche (737), andererseits aus dem Grundstück westlich davon (EZ 1, 634/2), das zur Gaststätte „Kirchenwirt“ (laut Grundbuch vlg. Mehsner, danach einem früheren Wirtschaftsgebäude der Kirche) gehört. Zum Schutz des Kirchenbaus selbst siehe Kath. Filialkirche hl. Ulrich. | BDA-Hist.: Q105647073 Status: Bescheid Stand der BDA-Liste: 2025-06-30 Name: Überreste der früh- und hochmittelalterlichen Wehranlage am Ulrichsberg GstNr.: 634/2, .57, 737                                     |
| ja   | Datei hochladen | Kath. Pfarrkirche hl. Oswald HERIS-ID: 8058 Objekt-ID: 4005                                                          | Klosterwinkel 40, bei Standort KG: Klosterwinkel                                     | Eine Kirche an dieser Stelle ist bereits 1434 erwähnt, 1534 erfolgte nach Zerstörungen durch die Türken ein Neubau, 1642 wurde der Turm errichtet. 1735 wurde die Kirche umgebaut. Ihre Altäre sind im Knorpelwerkstil des 18. Jahrhunderts gehalten, ein spätgotisches Ziborium wird derzeit im Diözesanmuseum Graz aufbewahrt. Anmerkung: Die Pfarrkirche befindet sich auf Grundstück .30, Einlagezahl (EZ) 17, Katastralgemeinde 61027 Klosterwinkel, Bezirksgericht Deutschlandsberg. Diese Einlagezahl umfasst auch den Friedhof (Grundstück 371), als Eigentümer ist „Römisch-katholische Pfarrkirche Sankt Oswald“ eingetragen. Die Verordnung des Bundesdenkmalamtes gibt allerdings als Standort der Kirche das Grundstück 370/1 der EZ 16 derselben KG an. Dieses Grundstück bildet nur die Wiese um die Kirche (unter der ein alter Friedhof vermutet wird), sein Eigentümer ist laut Grundbuch eine andere juristische Person, die „Römisch-katholische Pfarrpfründe Sankt Oswald in Freiland“. Die Übersichtslisten (ab Version 2012) nennen sowohl das Grundstück der Kirche als auch die umgebenden Grundstücke. | BDA-Hist.: Q1621436 Status: § 2a Stand der BDA-Liste: 2025-06-30 Name: Kath. Pfarrkirche hl. Oswald GstNr.: 370/1, .30 Pfarrkirche Sankt Oswald in Freiland                                                      |
| ja   | Datei hochladen | Alban-Berg-Villa HERIS-ID: 7638 Objekt-ID: 3575                                                                      | Alban-Berg-Weg 1 Standort KG: Kruckenberg                                            | Die Anlage wurde als „Villa Kalchberg“ von Johann Nepomuk Ritter von Kalchberg um 1880/1890 erbaut, sie gehörte später der Familie von Helene Nahowski, der späteren Ehefrau von Alban Berg, der selbst mehrere Sommeraufenthalte dort verbrachte. Anmerkung: Als Adresse aus der Zeit vor Schaffung des Alban-Berg-Weges wird auch Kruckenberg 12 verwendet. Das Gebäude liegt auf einem Grundstück der EZ 75 KG 61032 Kruckenberg. | BDA-Hist.: Q37972066 Status: Bescheid Stand der BDA-Liste: 2025-06-30 Name: Villa „Alban Berg“ GstNr.: .25/2 Alban Berg Villa                                                                                    |
| ja   | Datei hochladen | Römerzeitliche Hügelgräber Leibenfeld HERIS-ID: 12625 Objekt-ID: 8778                                                | Leibenfeld Standort KG: Leibenfeld                                                   | Es handelt sich um eine archäologische Fundstelle, von der an der Erdoberfläche keine Hinweise erkennbar sind. Anmerkung: Die Fundstelle liegt beidseits der Bahntrasse der Graz-Köflacher-Bahn in Leibenfeld nördlich der Brücke der Radlpass Straße B 76. Das Gelände ist im östlichen Teil mit Bäumen und Gebüsch bewachsen, im westlichen Teil liegen Gärten. Die Stelle ist aus Deutschlandsberg über die alte Schwanberger Straße erreichbar. Die Fundstelle liegt dort, wo diese Straße an ihrem Ende bereits zu einem Waldweg geworden ist. Ihre Grundstücke gehören zu verschiedenen Grundbuchskörpern (Einlagezahlen): das Grundstück Nr. 411/2 zu EZ 23, Nr. 415/1 zu EZ 206, Nr. 415/2 zu EZ 29, Nr. 418/1 zu EZ 171, Nr. 419 zu EZ 21, Nr. 423/1 zu EZ 148 und Nr. 424/1 zu EZ 148, alle in der KG 61036 Leibenfeld. | BDA-Hist.: Q38134494 Status: Bescheid Stand der BDA-Liste: 2025-06-30 Name: Römerzeitliche Hügelgräber Leibenfeld GstNr.: 423/1, 424/1, 418/1, 415/1, 419, 411/2, 415/2 Hügelgräber Leibenfeld, Deutschlandsberg |
| ja   | Datei hochladen | Katholische Pfarrkirche Hl. Jakob HERIS-ID: 7476 Objekt-ID: 3411                                                     | Standort KG: Mitterspiel                                                             | Die Kirche wurde um 1188 erbaut. Sie war bis in das 16. Jahrhundert dem hl. Leonhard geweiht. Ein Neubau erfolgte nach dem Brand 1734, die Orgel stammt aus dem Jahr 1757. Nach Schäden durch einen Blitzschlag 1962 wurde eine Renovierung vorgenommen. Anmerkung: Die Kirche liegt auf dem Grundstück der EZ 33 KG 61039 Mitterspiel. | BDA-Hist.: Q2318878 Status: § 2a Stand der BDA-Liste: 2025-06-30 Name: Katholische Pfarrkirche Hl. Jakob GstNr.: .36 St. Jakob (Freiland)                                                                        |
| ja   | Datei hochladen | Friedhof HERIS-ID: 7477 Objekt-ID: 3412                                                                              | Standort KG: Mitterspiel                                                             | Der Friedhof liegt um die Pfarrkirche St. Jakob. Anmerkung: Er befindet sich auf dem Kirchengrundstück der EZ 33 KG 61039 Mitterspiel. Im Flächenwidmungsplan ist die Lage der Fundamente eines Vorgängerbaues der Kirche vermerkt. | BDA-Hist.: Q37963711 Status: § 2a Stand der BDA-Liste: 2025-06-30 Name: Friedhof GstNr.: .36 |
| ja   | Datei hochladen | Bauernhaus, vulgo Herk HERIS-ID: 7481 Objekt-ID: 3416                                                                | Freiland 36 Standort KG: Mitterspiel                                                 | Das Gebäude ist ein original erhaltenes Bauernhaus, das als Museum verwendet wird. Anmerkung: Es liegt auf einem Grundstück der EZ 23 in der KG 61039 Mitterspiel. | BDA-Hist.: Q811265 Status: Bescheid Stand der BDA-Liste: 2025-06-30 Name: Bauernhaus, vulgo „Herk“ GstNr.: 221/1 Bauernhausmuseum Herk                                                                           |
| ja   | Datei hochladen | Ehem. Stiftshof, Jacobi-Haus HERIS-ID: 7480 Objekt-ID: 3415                                                          | Freiland 37 Standort KG: Mitterspiel                                                 | Es handelt sich um den ehemaligen Pfarrhof der Pfarre St. Jakob in Freiland, er wird derzeit als Seminarhaus genützt. Anmerkung: Das Gebäude liegt auf einem Grundstück der EZ 83 KG 61039 Mitterspiel. | BDA-Hist.: Q37963873 Status: § 2a Stand der BDA-Liste: 2025-06-30 Name: Ehem. Stiftshof, Jacobi-Haus GstNr.: .35                                                                                                 |
| ja   | Datei hochladen | Grabhügel beim vlg. Höchkiegerl HERIS-ID: 12598 Objekt-ID: 8747                                                      | Niedergams Standort KG: Niedergams                                                   | An der Fundstelle befinden sich ein großer und ein kleiner Grabhügel. Der große Hügel hat einen Durchmesser von rund 30 Metern, er ist vier Meter hoch. Dieser Hügel („Höchkiegerltumulus“) wird als Dromosgrab beschrieben, er enthielt einen kleinen gemauerten Bestattungsraum von zwei mal zwei Metern, zu dem ein ungefähr 2,5 m vorgelagerter Zugang (Dromos) führte. Die in ihm vorgenommene Bestattung wird auf das Ende des 3. oder den Beginn des 4. Jahrhunderts n. Chr. datiert (römische Kaiserzeit). Vor diesem Hügel wird durch Vergleich mit ähnlichen Grabanlagen eine etwa zwei Meter hohe Stele angenommen, deren Basis aufgefunden wurde. Dieser Stelenfuß wurde im Park beim Gemeindeamt Frauental aufgestellt. Im Hügel befand sich eine weitere Bestattung aus der Zeit um das 4. oder 5. Jahrhundert. Reste einer Bronzefibel werden als Hinweis auf die Bestattung einer Frau gedeutet. Die Grabanlage ist stark beschädigt und vollständig geplündert. Sie wurde (nachdem bereits die zusätzliche Beisetzung in der Antike Schäden verursachte) um 1930 nach heutigen Begriffen unsachgemäß geöffnet, wobei eine Reihe von Tongefäßen gefunden worden sein soll, deren Verbleib unbekannt ist. Weitere Schäden entstanden 1987 durch den Bau eines Weges, sodass bei einer Grabung 2000 nur Reste der Grabkammermauern und des Dromosbodens, Tonscherben und Holzkohlenreste aufgefunden wurden, die keine genaue Datierung oder detailliertere Erklärung der Gräber erlaubten. Diese Grabung umfasste nur das Fundstellenareal auf dem Grundstück 149/1. Der Grabhügel ist als Bodenerhebung sichtbar, er liegt in einem mit Wald und Gebüsch bedeckten Gebiet, in der Natur sind keine Details erkennbar. Anmerkung: Die Fundstelle liegt etwa 100 Meter nordwestlich der Straßengabelung (Richtung Frauental, Deutschlandsberg bzw. Gams) im Süden eines mit Geländefahrzeugen befahrbaren, teilweise verwachsenen Waldweges auf Grundstücken der EZ 89 KG 61229 Niedergams. Die südliche Fortsetzung der Fundstelle liegt auf dem angrenzenden Grundstück in der KG Laßnitz der Gemeinde Frauental. | BDA-Hist.: Q38133999 Status: Bescheid Stand der BDA-Liste: 2025-06-30 Name: Grabhügel beim vlg. Höchkiegerl GstNr.: 612, 613/2 Grabhügel Höchkiegerl Frauental und Bad Gams                                      |
| ja   | Datei hochladen | Pfarrhof HERIS-ID: 8065 Objekt-ID: 4012                                                                              | Osterwitz 1 Standort KG: Osterwitz                                                   | Der Pfarrhof stammt aus dem 17. Jahrhundert. Anmerkung: Das Gebäude befindet sich auf einem Grundstück der EZ 98 KG 61046 Osterwitz. | BDA-Hist.: Q37993513 Status: § 2a Stand der BDA-Liste: 2025-06-30 Name: Pfarrhof GstNr.: .86 Pfarrhof Osterwitz                                                                                                  |
| ja   | Datei hochladen | Kath. Pfarrkirche Schmerzhafte Mutter HERIS-ID: 8063 Objekt-ID: 4010                                                 | Standort KG: Osterwitz                                                               | Die Kirche wurde 1370 erstmals genannt. Seit 1445 ist sie Pfarre, 1480 wurde sie durch die Türken zerstört, 1534 neu gebaut. Die Kirche war ursprünglich auf die „Unbefleckte Empfängnis“ geweiht. 1898 wechselte das Patrozinium auf „Schmerzhafte Muttergottes“. Anmerkung: Das Gebäude befindet sich auf einem Grundstück der EZ 44 KG 61046 Osterwitz. | BDA-Hist.: Q27857521 Status: § 2a Stand der BDA-Liste: 2025-06-30 Name: Kath. Pfarrkirche Schmerzhafte Mutter GstNr.: .85 Pfarrkirche zur Schmerzhaften Muttergottes, Osterwitz                                  |
| ja   | Datei hochladen | Friedhof HERIS-ID: 8064 Objekt-ID: 4011                                                                              | Standort KG: Osterwitz                                                               | Der Friedhof liegt um die Pfarrkirche. Anmerkung: Er gehört zum selben Grundstück wie die Kirche, EZ 44 KG 61046 Osterwitz. | BDA-Hist.: Q37993503 Status: § 2a Stand der BDA-Liste: 2025-06-30 Name: Friedhof GstNr.: .85 Friedhof Osterwitz                                                                                                  |
| ja   | Datei hochladen | Frauenbründl HERIS-ID: 8070 Objekt-ID: 4017                                                                          | Osterwitz 1 Standort KG: Osterwitz                                                   | Die Quellfassung ist als Bildstock gestaltet, die Bilder stammen von der Deutschlandsberger Künstlerin Melitta Zingler aus dem Jahr 2003. Das gefasste Wasser bildet einen kleinen Teich, der als Ruhezone für Wallfahrer auf dem letzten Stück des Weges zur Pfarrkirche gedacht ist. Anmerkung: Die Anlage befindet sich an der Ortseinfahrt (aus den Nachbarorten Freiland oder Kloster kommend) auf einem Grundstück der EZ 98 KG 61046 Osterwitz, Nr. 694. | BDA-Hist.: Q37993781 Status: § 2a Stand der BDA-Liste: 2025-06-30 Name: Frauenbründl GstNr.: 694 Frauenbründl, Osterwitz                                                                                         |
| ja   | Datei hochladen | Katholische Pfarrkirche hl. Nikolaus HERIS-ID: 7635 Objekt-ID: 3572                                                  | Kirchweg 2 Standort KG: Trahütten                                                    | Eine Kirche ist urkundlich erstmals 1381 erwähnt. Nach Zerstörungen durch die Türken erfolgte ein Neubau 1534, weitere Umbauten im 17. Jahrhundert, so der Turm im Jahr 1669. Seit 1892 ist sie Pfarrkirche, davor war sie als „Local-Curatie“ der Pfarre Osterwitz im Dekanat Deutschlandsberg bereits seit 1788 berechtigt, pfarrliche Rechte in vollem Umfang auszuüben. Der Hochaltar stammt aus dem 17. Jahrhundert, mit einem Bild aus 1882. Zwei Seitenaltäre sind dem hl. Martin (rechts) und der hl. Maria (Vermählung Mariens) geweiht (datiert 1747, die Kanzel aus derselben Zeit). Die Altarbilder stammen von Philipp Carl Laubmann, im linken Seitenaltar befindet sich hinter einer Abdeckung an der Unterseite des Altartisches das Gemälde „Christus im Grab – strahlend vor der Auferstehung“ von Jakob Wibmer. Der Taufstein stammt aus der Barockzeit. Die Orgel, die seit etwa 1990 in der Kirche aufgestellt war, wurde 2013 durch eine auf die Akustik der Kirche abgestimmte neue elektronische Orgel mit drei Manualen und 57 Registern ersetzt, deren Einweihung am 17. November 2013 stattfand. Anmerkung: Die Kirche liegt auf einem Grundstück der EZ 33 KG 61064 Trahütten. | BDA-Hist.: Q27921924 Status: § 2a Stand der BDA-Liste: 2025-06-30 Name: Katholische Pfarrkirche hl. Nikolaus GstNr.: .44 Nikolauskirche (Trahütten)                                                              |
| ja   | Datei hochladen | Alter Pfarrhof mit Wirtschaftsgebäude HERIS-ID: 7636 Objekt-ID: 3573                                                 | Hauptstraße 2 Standort KG: Trahütten                                                 | Das Gebäude stammt aus dem 19. Jahrhundert, es wurde bis Ende 2014 als Gemeindeamt von Trahütten mitgenützt. Anmerkung: Der Bau liegt gegenüber der Einmündung des Kirchweges in die Weinebenstraße auf einem Grundstück der EZ 143 KG 61064 Trahütten | BDA-Hist.: Q37971964 Status: Bescheid Stand der BDA-Liste: 2025-06-30 Name: Alter Pfarrhof mit Wirtschaftsgebäude GstNr.: 302 Alter Pfarrhof mit Wirtschaftsgebäude                                              |
| ja   | Datei hochladen | Bauernhaus Jagabauer (ehem. Pfarrhof) HERIS-ID: 7637 Objekt-ID: 3574                                                 | Kirchweg 5 Standort KG: Trahütten                                                    | Das Gebäude ist im Stil der alten Bauernhöfe des Gebietes gebaut. Anmerkung: Es liegt südlich der Kirche von Trahütten auf einem Grundstück der EZ 8 KG 61064 Trahütten. | BDA-Hist.: Q37972056 Status: Bescheid Stand der BDA-Liste: 2025-06-30 Name: Bauernhaus Jagabauer (ehem. Pfarrhof) GstNr.: .46 Bauernhaus Jagabauer                                                               |
| ja   | Datei hochladen | Friedhof Trahütten HERIS-ID: 7634 Objekt-ID: 3571                                                                    | Standort KG: Trahütten                                                               | Der Friedhof liegt um die Kirche von Trahütten. Anmerkung: Er befindet sich auf einem Grundstück der EZ 33 KG 61064 Trahütten. | BDA-Hist.: Q37971891 Status: § 2a Stand der BDA-Liste: 2025-06-30 Name: Friedhof christlich GstNr.: 299 Friedhof Trahütten                                                                                       |
| ja   | Datei hochladen | Schloss Feilhofen HERIS-ID: 7438 Objekt-ID: 3372                                                                     | Wildbacher Straße 2 Standort KG: Unterlaufenegg                                      | Seine heutige Form erhielt das Schloss 1804, seine Fassade wurde 1974 restauriert. Anmerkung: Das Schloss liegt am Beginn des Straßenzuges der L 647 Geipersdorfer Straße auf einem Grundstück der EZ 608 KG 61066 Unterlaufenegg. | BDA-Hist.: Q1332575 Status: Bescheid Stand der BDA-Liste: 2025-06-30 Name: Schloss Feilhofen GstNr.: 485/1 Schloss Feilhofen Deutschlandsberg                                                                    |
| ja   | Datei hochladen | Gräberfeld der Röm. Kaiserzeit, Hügelgräbergruppe in Vochera am Weinberg HERIS-ID: 112148 Objekt-ID: 130202seit 2014 | Standort KG: Vochera am Weinberg                                                     | Die Fundstelle ist in der Natur nur mit fachkundiger Führung erkennbar. Sie wurde bereits in den Jahren nach 1880 erforscht, Angaben über Funde und deren Verbleib sind nicht dokumentiert. Lediglich ein Hufeisen (dessen antike Herkunft bereits damals angezweifelt wurde) ist als Fund beschrieben. Ein anderer Autor dieser Zeit erklärte die Tumuli in Vochera für interessant, weil sie abseits der Straße an einem ziemlich steilen Berghang lägen. Eine weitere, spätere Literaturstelle erwähnt zwar die Stelle bei Vochera und behandelt das Umfeld der Hügelgräber, geht aber ebenfalls nicht auf Details dieser Stelle ein. Anmerkung: Die Fundstelle liegt westlich des Poßnitzweges auf einem Grundstück der EZ 131 KG 61245 Vochera am Weinberg. | BDA-Hist.: Q37828812 Status: Bescheid Stand der BDA-Liste: 2025-06-30 Name: Hügelgräbergruppe in Vochera am Weinberg GstNr.: 398/4 Hügelgräbergruppe in Vochera am Weinberg                                      |
| ja   | Datei hochladen | Schloss Wildbach HERIS-ID: 7444 Objekt-ID: 3378                                                                      | Wildbachfeld 55 Standort KG: Wildbach                                                | Das Schloss ist bewohnt seit dem 14. Jahrhundert, 1534 bis 1540 wurde es nach Zerstörungen durch die Türken erneuert. Ein Umbau erfolgte 1740 bis 1788. Die Ausstattung stammt aus dem Rokoko und dem Empire. Schlosskapelle ist die Annenkapelle mit einem Altar aus der Zeit um 1760, im Schloss befindet sich eine Gedächtnisstätte an den Besuch von Franz Schubert vom 10. bis 12. Oktober 1827. Anmerkung: Das Schloss liegt auf einem Grundstück der EZ 109 KG 61072 Wildbach. | BDA-Hist.: Q1491849 Status: Bescheid Stand der BDA-Liste: 2025-06-30 Name: Schloss Wildbach GstNr.: .2, .1 Schloss Wildbach, Deutschlandsberg                                                                    |
| ja   | Datei hochladen | Pavillon/Gartenhaus HERIS-ID: 7445 Objekt-ID: 3379                                                                   | Wildbachfeld 55 Standort KG: Wildbach                                                | Das runde Vordach des Pavillons, der einen Wetterschutz bieten soll, gibt dem Bau ein von der üblichen Architektur der Landschaft stark abweichendes Erscheinungsbild. Anmerkung: Das Gebäude liegt an der Abzweigung von der Feldbaumstraße auf einem Grundstück der EZ 109 KG 61072 Wildbach. | BDA-Hist.: Q64765101 Status: Bescheid Stand der BDA-Liste: 2025-06-30 Name: Gartenhaus GstNr.: .1 Gartenpavillon Schloss Wildbach, Deutschlandsberg                                                              |

## Ehemalige Denkmäler
| Foto |                 | Denkmal                                                                       | Standort                          | Beschreibung | Metadaten |
| ---- | --------------- | ----------------------------------------------------------------------------- | --------------------------------- | --- | --- |
| ja   | Datei hochladen | Römerzeitliche Siedlung am Keltenweg HERIS-ID: 81541 Objekt-ID: 95319bis 2022 | Keltenweg Standort KG: Leibenfeld | Die ehemals als denkmalgeschützt genannte Fundstelle liegt im Süden von Deutschlandsberg. Reste römischer Niederlassung wurden dort bei Ausgrabungen Ende der 1980er-Jahre aufgefunden. Sie waren in der Natur nicht erkennbar. Die angeführten Grundstücke wurden mit Wohnhäusern bebaut, daneben befinden sich Hausgärten und eine Zufahrtsstraße. Das ehemals ausdrücklich denkmalgeschützte Gebiet liegt im Bereich mehrerer archäologischer Fundstellen im Süden von Deutschlandsberg, die als Fundzone Hörbing-Leibenfeld als Fundstelle ausgewiesen sind, als Fundart sind Siedlung, Graben; Dorf/Vicus, Münzschatz ,Töpferei; Einzelgebäude; Grube; Einzelfund genannt, als Datierung Neolithikum; Mittlere Bronzezeit; Jüngere Eisenzeit; Kaiserzeit; Hochmittelalter; Neuzeit; Datierung unbekannt. Anmerkung: Im Grundbuch ist bei beiden Einlagezahlen kein Hinweis auf Denkmalschutz ersichtlich. Die Fundstelle liegt auf den Grundstücken mehrerer Grundbuchskörper (Einlagezahlen): Nr. 431/1 der EZ 172, Nr. 431/6 der EZ 275, alle KG 61036 Leibenfeld (Eigentümer sind Privatpersonen). Das früher nach dem Stand der Listen des Bundesdenkmalamtes ebenfalls geschützte Grundstück der Siedlungshäuser einer Wohnbaugenossenschaft Nr. 436/2 der EZ 268 trägt laut Grundbuch ebenfalls keinen Hinweis auf Denkmalschutz. Für diese Parzelle ist eine von der Wohnbaugenossenschaft mitfinanzierte Notgrabung dokumentiert, welche zwar die Zugehörigkeit dieses Gebietes zu den spätlatènezeitlichen bis spätantiken Siedlungen und Arbeitsbereichen südlich von Deutschlandsberg bestätigte (z. B. einer Töpferei, zu welcher auch der einige Hundert Meter östlich liegende Töpferofen in Hörbing gerechnet wird), aber keine darüber hinausgehenden Funde aufwies. | BDA-Hist.: Q38176003 Status: Bescheid Stand der BDA-Liste: 2022-07-01 Name: Römerzeitliche Siedlung am Keltenweg GstNr.: 431/1, 431/6 Fundstelle Keltenweg, Deutschlandsberg |

## Anmerkung zum Wolfgangikircherl
Die St. Wolfgang-Kirche (Wolfgangikircherl) auf dem Bergrücken südlich des Ortes Deutschlandsberg liegt nicht mehr in Deutschlandsberg, sondern in der KG Neuberg der Gemeinde Bad Schwanberg, Ortsteil Hollenegg.